# Dendrelaphis bifrenalis
Dendrelaphis bifrenalis är en ormart som beskrevs av Boulenger 1890. Dendrelaphis bifrenalis ingår i släktet Dendrelaphis och familjen snokar. Inga underarter finns listade i Catalogue of Life.
Arten förekommer i södra Indien och i Sri Lanka. Den lever i låglandet och i kulliga områden upp till 910 meter över havet. Dendrelaphis bifrenalis lever i olika habitat med träd och buskar.
Individerna är dagaktiva och de klättrar främst i den låga växtligheten men de rör sig även på marken. När den kryper på marken hölls huvudet och en bit av främre bålen ovanför marken. Liksom andra släktmedlemmar kan den kräla snabb.
Landskapets omvandling till jordbruksmark och intensivt skogsbruk kan påverka beståndet negativt. Fram till 2010 var Dendrelaphis bifrenalis vanligt förekommande. IUCN kategoriserar arten globalt som livskraftig.